# Denise Faro
Denise Faro (née le 2 août 1988 à Rome) est une actrice, chanteuse et danseuse italienne. En 2012 elle est la gagnante du LIIIe Festival de Viña del Mar avec la chanson Grazie a te.

## Théâtre
- Un sogno da vivere (2002)
- Audizione Musical (2003)
- il Vicolo (2004)
- Il prezzo del coraggio (2005)
- Charly altro che beautiful! (2006)
- Giulietta e Romeo - Œuvre populaire de Richard Cocciante et Pasquale Panella (2007-2008) - Rôle : Giulietta.
- High School Musical - Lo spettacolo, régie dz Saverio Marconi et co-régie de Federico Bellone (2008-2009) - Rôle: Gabriella Montez.
- Il mondo di Patty, il musical più bello, régie de Toto Vivinetto  (2009-2010) - Rôle : Le gemelle Sol e Belen.'
- De tout mon cœur, régie de Toto Vivinetto 2010) pour televisa. - Rôle : Les jumelles Sol et Belen

## Filmographie

### Cinéma
- 2007 : Come tu mi vuoi
- 2010 : Il mondo di Patty

### Télévision
- 2004 : Un medico in famiglia
- 2005-2006 : TIM
- 2006 : I raccomandati : chanteuse
- 2008 : Sanremo : Hôte
- 2010 : la academia bicentenario
- 2012 : Benvenuti a Tavola Nord vs Sud

## Discographie

### Singles
- I just wanna be with you (2009)[1]
- Una simple sonrisa (2010), de l'album De tout mon cœur[2]
- Grazie a te (2012)[3]
- Gracias a ti (2012)[4]